# Заказарье
Заказарье — деревня в Кадуйском районе Вологодской области.
Входит в состав Никольского сельского поселения (с 1 января 2006 года по 8 апреля 2009 года входила в Великосельское сельское поселение), с точки зрения административно-территориального деления — в Великосельский сельсовет.
Расположена на левом берегу реки Казара. Расстояние до районного центра Кадуя по автодороге — 48 км, до центра муниципального образования села Никольское по прямой — 21 км. Ближайшие населённые пункты — Великое, Починок, Средняя Ступолохта.
По переписи 2002 года население — 3 человека.